# بيتا جاوي
بيتا جاوي (الاسم العلمي: Hydrornis guajana) (بالإنجليزية: Javan Banded Pitta)‏ هي نوع من الطيور تتبع جنس البيتا المخطط من فصيلة طيور البيتا.